# Robert Löwenstein

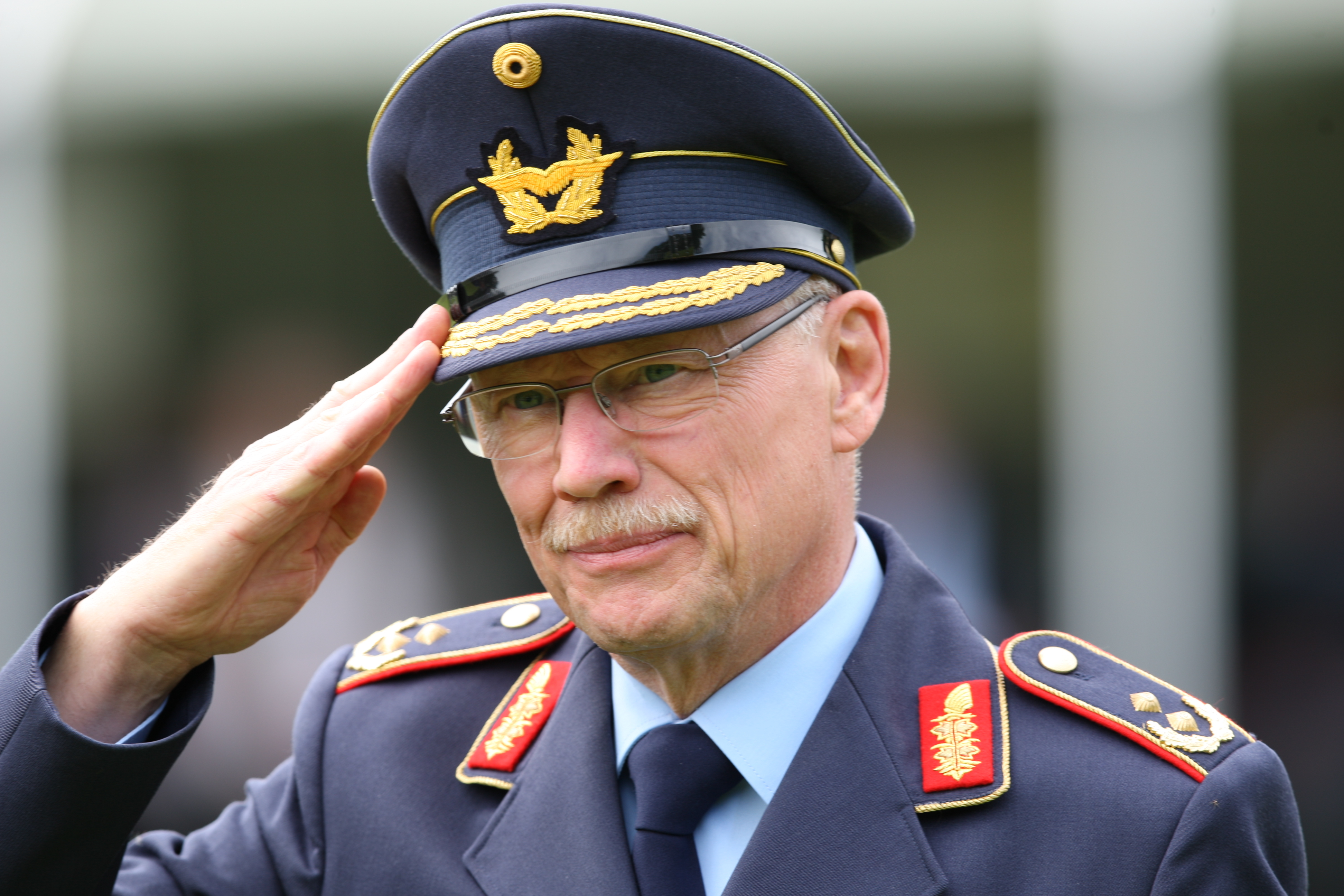
Abschied aus der Luftwaffe (2016)

Robert Löwenstein (* 18. Dezember 1953 in Brühl) ist ein Generalmajor a. D. der Luftwaffe der Bundeswehr und war bis 7. Juli 2016 in letzter Verwendung Stellvertreter des Kommandierenden Generals und Chef des Stabes Luftwaffentruppenkommando in Köln-Wahn.

## Militärische Laufbahn

### Ausbildung und erste Verwendungen
Löwenstein trat 1972 als Offizieranwärter in Fürstenfeldbruck in die Bundeswehr ein. Von 1972 bis 1974 folgte die Offizierausbildung an der Offizierschule der Luftwaffe in Neubiberg. Von 1974 bis 1977 studierte er Elektrotechnik an der Hochschule der Bundeswehr München. Nach dem Abschluss als Dipl.-Ing. (FH) folgte eine Ausbildung zum Flugabwehrraketen-Offizier am Waffensystem Nike Hercules an der Raketenschule der Luftwaffe in El Paso (Texas), um von 1979 bis 1983 zwei Verwendungen im Flugabwehrraketenbataillon 21 (später Flugabwehrraketengruppe 21) in Möhnesee-Echtrop zu durchlaufen. Von 1983 bis 1985 war Löwenstein Leiter der Gefechtsstand- und Ausbildungsgruppe bei der 3. vom Flugabwehrraketenbataillon 26 in Wiesmoor.

### Generalstabsausbildung und Dienst als Stabsoffizier
Nach der Teilnahme am 30. Generalstabslehrgang an der Führungsakademie der Bundeswehr in Hamburg von 1985 bis 1987 wurde Löwenstein als Abteilungsleiter A2 zum Kommando 2. Luftwaffendivision in Birkenfeld versetzt. Dort übernahm er von 1988 bis 1990 die Aufgaben des Dezernatsleiters A3a im gleichen Kommandostab. Von 1990 bis 1993 folgten zwei Ministerialverwendungen als Referent im Führungsstab der Luftwaffe (Fü L VI 1 und Fü L III 1) des Bundesministeriums der Verteidigung (BMVg) in Bonn. 1993 folgte eine weitere Referententätigkeit in der Policy Branch des Supreme Headquarters Allied Powers Europe (SHAPE) bei Mons  in Belgien. Als Vorbereitung für eine weitere Truppenverwendung folgte 1996 die Fachausbildung für die Waffensysteme MIM-23 HAWK und MIM-104 Patriot an der Raketenschule der Luftwaffe in Fort Bliss (USA).
1997 wurde Löwenstein als Stellvertretender Kommodore zum Flugabwehrraketengeschwader 4 nach Burbach (Siegerland) versetzt, um im gleichen Jahr als Kommodore bis 2001 die Verbandsführung zu übernehmen. Von 2001 bis 2007 folgten zwei Ministerialverwendungen im Führungsstab der Luftwaffe des BMVg, zuerst bis 2004 als Referatsleiter Fü S III 2 (Militärstrategie) in Berlin, dann bis März 2007 als Referatsleiter Fü L III 2 (Internationale Zusammenarbeit Luftwaffe) in Bonn.

### Generalsverwendungen

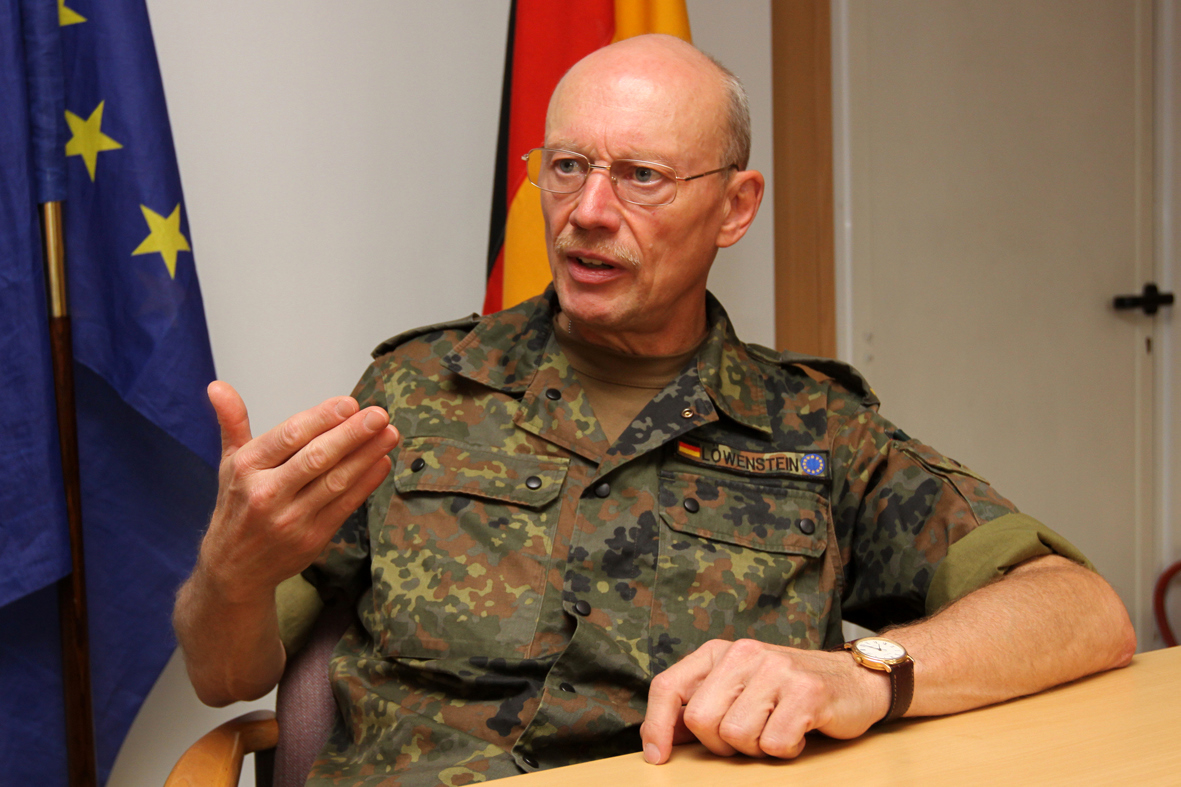
Kommandeur DEU Einsatzkontingent und Chef des Stabes im HQ EUFOR, Operation Althea (August 2008)

Von April 2007 bis Juni 2010 war Löwenstein Stellvertreter des Kommandeurs der 4. Luftwaffendivision in Aurich. In dieser Zeit folgten für Löwenstein auch zwei EUFOR-Einsätze im Rahmen der Operation Althea, 2008 und 2009 jeweils für 6 Monate als Kommandeur des deutschen Einsatzkontingentes EUFOR und Chef des Stabes im Hauptquartier EUFOR in Sarajewo in Bosnien und Herzegowina.
Von Januar 2010 bis Juni 2010 war Löwenstein als Chef des Stabes im Luftwaffenführungskommando in Köln-Wahn eingesetzt. Anschließend übernahm er am 18. Juni 2010 das Kommando über die 1. Luftwaffendivision in Fürstenfeldbruck von Generalmajor Dieter Naskrent. Wegen der Umstrukturierung der Bundeswehr führte er auch die 2. und die 4. Luftwaffendivision vom 1. Januar 2013 bis zu deren Auflösungen. Außerdem war Löwenstein stellvertretender Befehlshaber des Luftwaffenführungskommandos vom 1. Januar 2013 bis zu dessen Auflösung am 30. Juni 2013.
Zum 1. Juli 2013 wurde Löwenstein im Kommando Einsatzverbände Luftwaffe stellvertretender Kommandeur und Kommandeur bodengebundene Verbände. Nach der Auflösung des Kommandos Einsatzverbände Luftwaffe wurde er zum 1. Juli 2015 Stellvertreter des Kommandierenden Generals und Chef des Stabes im Luftwaffentruppenkommando in Köln-Wahn. Am 7. Juli 2016 übergab er seinen Dienstposten an seinen Nachfolger Brigadegeneral Lutz Kohlhaus. Am 31. Juli 2016 ging Löwenstein nach 44 Dienstjahren in den Ruhestand.

## Aktivitäten im Ruhestand

### Ehrenamtliches Engagement
Im Anschluss an eine fünfwöchige Alpenüberquerung auf dem Traumpfad München-Venedig begann Löwenstein im Herbst 2016 mit diversen ehrenamtlichen Tätigkeiten im Bereich der schulischen und außerschulischen Förderung in Aschaffenburg, welche er unverändert ausübt. Darüber hinaus engagiert er sich in der Reservistenarbeit und war vom 30. November 2017 bis zum 29. Februar 2020 Vorsitzender des Beirats Reservistenarbeit beim Verband der Reservisten der Deutschen Bundeswehr e. V.

### Zivilberufliche Tätigkeit

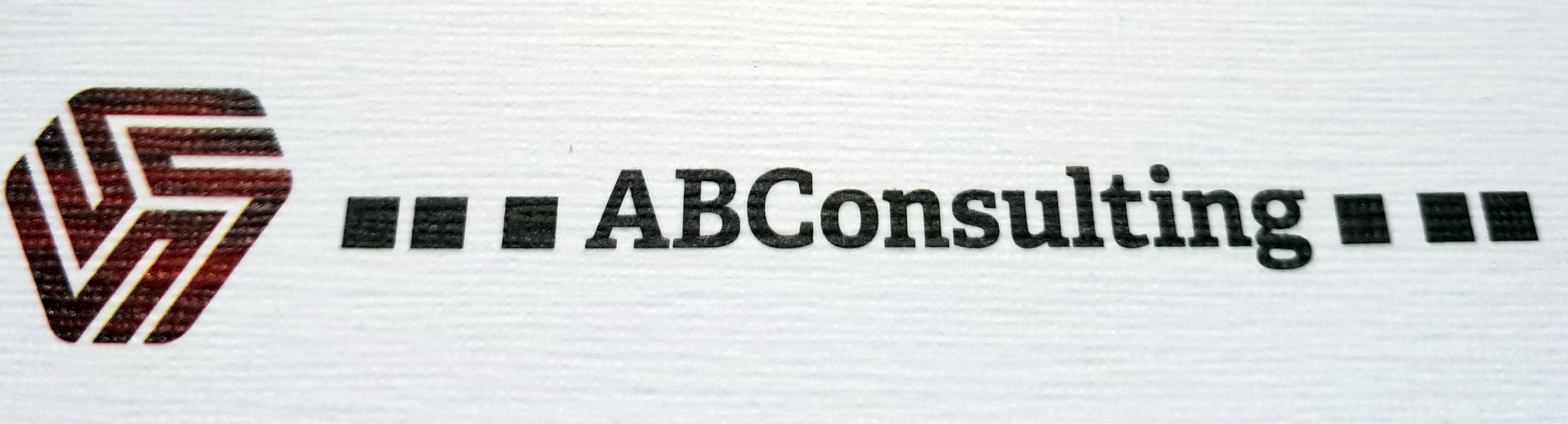

Seit Januar 2017 betreibt Löwenstein die militär- und sicherheitspolitische Beratungsfirma ABConsulting.